# Konstandinos Demerdzis
Konstandinos Demerdzis (gr. Κωνσταντίνος Δεμερτζής; ur. 7 listopada 1876 w Atenach, zm. 13 kwietnia 1936 tamże) – grecki polityk, premier Grecji w latach 1935–1936.

## Życiorys
Profesor prawa cywilnego uniwersytetu w Atenach. W listopadzie 1935 został powołany przez króla Grecji Jerzego II na szefa rządu pojmowanego jako tymczasowy, kierujący sprawami państwa do czasu nowych wyborów. Jego rząd, złożony z bezpartyjnych ekspertów, zgodnie z wolą króla, ogłosił amnestię dla uczestników nieudanego wenizelistowskiego zamachu stanu z marca tego samego roku. Demerdzis pozostał premierem także po wyborach, w których 143 głosy zdobyli monarchiści, zaś 142 – wenizeliści. Prowadził politykę umiarkowaną.
13 kwietnia 1936 Demerdzis nieoczekiwanie zmarł na atak serca. Po jego śmierci Jerzy II bez konsultacji z największymi politycznymi partiami powołał na nowego premiera gen. Joanisa Metaksasa.